# Primera División B
La Primera División B, también llamada Primera División — Sección B, fue un campeonato correspondiente a la segunda categoría del fútbol argentino, organizado por las entidades precursoras oficiales de la Asociación del Fútbol Argentino.
Se jugaron un total de 6 campeonatos, todos ellos dentro de llamada era amateur, que se caracterizaron, de las demás divisiones de ascenso, por estar integrados por los primeros equipos de las instituciones participantes.
El primer torneo se disputó en 1927, y el ganador fue el Club El Porvenir.

## Historia
El certamen fue constituido en la Asamblea Ordinaria del 24 de febrero de 1927, y fue integrado por los dieciséis equipos relegados de Primera División y los campeones de la División Intermedia. El torneo fue organizado por la Asociación Amateurs Argentina de Football, entidad surgida de la fusión de las asociaciones en noviembre de 1926.
En 1931, tras una nueva ruptura en el fútbol argentino, el torneo continuó siendo organizado por la renombrada Asociación Argentina de Football.
En la Asamblea del 24 de febrero de 1933, el Consejo Directivo resolvió la eliminación del campeonato, siendo reemplazado para 1933 por la Segunda División.

## Ediciones
| Temporada | Equipos | Campeón            | Subcampeón            | Tercero     |
| --------- | ------- | ------------------ | --------------------- | ----------- |
| 1927      | 18      | El Porvenir        | Argentino de Banfield | Temperley   |
| 1928      | 19      | Colegiales         | Temperley             | All Boys    |
| 1929      | 21      | Honor y Patria (B) | Porteño               | Unión (C)   |
| 1930      | 21      | Nueva Chicago      | All Boys              | Temperley   |
| 1931      | 21      | Liberal Argentino  | All Boys              | Boca Alumni |
| 1932      | 16      | Dock Sud           | Balcarce              | Acassuso    |

## Palmarés
| Equipo                | Campeonatos | Subcampeonatos |
| --------------------- | ----------- | -------------- |
| Colegiales            | 1           | 0              |
| Dock Sud              | 1           | 0              |
| El Porvenir           | 1           | 0              |
| Honor y Patria (B)    | 1           | 0              |
| Liberal Argentino     | 1           | 0              |
| Nueva Chicago         | 1           | 0              |
| All Boys              | 0           | 2              |
| Temperley             | 0           | 1              |
| Argentino de Banfield | 0           | 1              |
| Balcarce              | 0           | 1              |
| Porteño               | 0           | 1              |